# レビューカンパニー・ウズメ
レビューカンパニー・ウズメは、日本のレビュー集団。1999年〜2005年、東京を中心に活動した。

## 概要
- 1999年4月、色羽"V"紫、田中"H"浩子ら20代の女性を中心に、レビューカンパニー「宇受売（UZUME／ウズメ）」を旗揚げ。
- 宝塚に代表される正統派レビューに対抗し、笑いあり風刺ありの猥雑でスピード感溢れる、現代の裏宝塚目指し活動を始める。
- その後、演出・構成に松田道徳（現久保田道徳）、音楽監督に有近真澄を迎え、自作の歌を盛り込んだ本格的なレビュー形式に発展、「人でなし」をキーワードに、愛と官能の世界を追及する。
- 新宿スペース107、青山円形劇場、新宿シアターサンモール、世田谷パブリックシアター、赤坂プリンスホテル（ディナーショー）、渋谷O-EAST等にて公演を開催。
- ライブハウス六本木Morph-tokyoが新規オープンさせたのと同時に、「月のない夜」と題したマンスリーLIVEを定期的に行う。
- 2002年10月、CDアルバム『ウズメの人でなしレビュー！オリジナル・サウンド・トラック』、DVD『人でなしレビュー！ライブ・イン・スターパインズカフェ』を同時リリース。
- 2005年3月、天王洲アイル・アートスフィア（現・天王洲銀河劇場）公演「ウズメの人でなしレビュー! 第8弾～東京ラブソテー 純愛教の詩～」を以て、活動を終了した。
- 2006年、色羽"V"紫がレビューカンパニー・サルメ、田中"H"浩子がレビューカンパニーROUGEをそれぞれ旗揚し、公演を行う。

## エピソード
- 「人でなし（人形）」のコンセプトに基づいてメンバーは全員、"製造番号"として、アルファベットをミドルネームに付けられた（男性のメンバーはアルファベットに限らない。最終公演の「純愛教の詩」では、新人メンバーは小文字のアルファベットが付けられた）。その慣習はレビューカンパニー・サルメへと引き継がれた。
- 「月のない夜」のプロモーションとして、メンバーがチンドン屋に扮し六本木などの繁華街に出没し、ゲリラライブを行った（その後、本公演のプロモーションとして定番化した）。
- 座長の色羽"V"紫はこのカンパニーの中では「江戸川乱歩の子孫」という設定であった（江戸川乱子という役名にて登場）。
- 色羽はウズメの活動中、テレビ東京『朝は楽しく!!』にレポーター出演していたほか、ローソンの月刊誌「appeal+ing」でコラム『レビュー歳時記‘いいかげん、一家言’』、Morph-tokyo発行の月刊FREE PAPERにてコラム『人でなしだよ、人生は』を連載。
- 2003年5月発売の『週刊プレイボーイ』にて『夜のモー娘。』というタイトルで特集される。
- オデッセーのフライヤー記者、金田千恵美は「最強のエンターテインメント集団」とコメントした。

## 主なメンバー
- 色羽“V”紫
- 田中"H"浩子
- 久谷"Q"由美子
- 藤崎"R"祥子
- 関根"G"直美
- 水野"B"愛日
- 藤木"F"美帆
- 相橋“I”愛子
- 中川"M"美都里
- 菅野"K"恵
- 藤元"P"景子
- 高橋"T"真子
- 今井"E"智子
- 柏原"U"由佳
- 菊池"J"麻利子

- 島田"S"ナナ
- 田才"N"奈美
- 麻生"A"舞
- 吉田"Y"由美子
- 桑原"K"加代
- 藤原"N"奈緒美
- 倉斗"A"絢子
- 西入"M"真子
- 川合"I"舞

- 風間"ｌ"れいら
- 丸山"c"千文
- 小橋"r"玲子
- 安部"t"智子
- 須藤"d"彩
- 今関"z"智子
- 高木"x"千代美
- 上原"u"千代子
- 田中"o"絢子
- 長谷川"g"はるか
- 松尾"j"ゆかり

- 佐藤"肉"秀樹
- 穐田"C9"哲也